# آلیزا فترلاین
آلیزا فترلاین بازیکن فوتبال زن آلمانی که در پست دروازه بانی مشغول به بازی است. او هم‌اکنون در بوندس لیگا برای تیم هوفنهایم به میدان می رود. آلیزا در سال ۲۰۰۷ همراه با تیم ملی فوتبال زیر ۱۹ سال آلمان موفق به قهرمانی در قاره اروپا شد و برای تیم منتخب اروپا نیز برگزیده شد.